# Ravenel (Carolina del Sud)
Ravenel è una città degli Stati Uniti d'America situata nella Carolina del Sud, nella Contea di Charleston.